# Bihal Roland
Bihal Roland (Kecskemét, 1988. január 26. –) magyar énekes, dalszerző, dalszövegíró, szinkronhang. A Megasztár 6 tehetségkutató 8. helyezettje.

## Élete
Szülővárosában a Mátyás Király Általános Iskolában kezdte tanulmányait, majd a Kandó Kálmán Szakközépiskolában érettségizett 2006-ban. 2012-ben a Kecskeméti Főiskola GAMF Karán mérnökinformatikusként szerzett diplomát. 2013-tól Budapesten él, ahol a művészetek mellett az eredeti szakmájában is elhelyezkedett. 2021-ben megházasodott, majd 2022-ben megszületett kisfia, Bihal Benjamin.
2022-től szinkronszínészként is hallható több filmes produkcióban.

### Zenei karrier
15 éves kora óta zenekarokban énekel. Az első ismertebb formáció a No thanx zenekar volt, ahol a korábbi énekest váltotta 2009-2011 között. Ez alatt az idő alatt megjelent a „Se kép, se hang” című videoklip és nagylemez, amelyet az EMI lemezkiadó adott ki. Mivel a nagy áttörés nem történt meg, a zenekarral egyeztetve 2012-ben jelentkezett a Megasztár 6-ba szólóénekesként, ahol 8. helyezést ért el. A műsor után a többi megasztárossal együtt Caramel turnéján vett részt, mint vendégénekes.
2014-ben megjelent első szóló dala „Kell egy újabb esély” címmel, amelynek dalszövegírója és szerzője is. A videoklipet a Music Channel mutatta be először.
2014-2018 között a Bihal Roland & The CREW formációval koncertezett, és ekkor már fel is költözött a fővárosba. Abban az időszakban jelent meg „Többet érsz” című daluk, amelyet a Rock rádiók kiemelt rotációban játszottak. A Szevasz Nyár Zenei tehetségkutató Világzene/lightrock kategória nyertese és az EFOTT fesztivál tehetségkutatójának döntős zenekara is lettek ebben az időszakban. 2017-ben megjelent a „Sterbinszky & Vasco feat. Bihal Roland – Szállj” című dal, amely abban az évben a Lesz fesztivál himnusza lett. 2019-ban „Ugyanarra tartunk” című második szólóénekesi dala jelent meg, amelynek premierje a Petőfi Rádióban volt. 2019-2021 PartYssimo zenekar énekeseként járta az országot, ahol többek között Nagy Ervin és Nyári Diána esküvőjén is énekelt.
2021-ben csatlakozott az EVERFLASH zenekarhoz, akikkel A Dal (2023) döntőjében és A Dal (2024) elődöntőjében szerepelt. Mindkét versenydalnál dalszerzőként és dalszövegíróként említik. 2024 márciusában az EVERFLASH zenekar úgy döntött más énekessel folytatja tovább, így ismét szólóénekes lett.
2023-ban a Csináljuk a fesztivált! című műsorban Sipos F. Tamás  „Nincs baj, baby” dalát adta elő. 2024 januárjában szerepelt a Magyarország, szeretlek! című műsorban, ahol a piros csapatban győztesként tért haza.
2024 novemberében megjelent "NEM FELEJTEM" című új szólóénekesi dala és annak videoklipje, amelynek premierje a Petőfi TV-n volt látható.
2025 január 4-én ismét szerepelt a Csináljuk a fesztivált! című műsorban, ahol a Tankcsapda egyik slágerét 
az Örökké tart-ot énekelte.
"NEM FELEJTEM" című dalával bejutott a A Dal 2025 című műsorba. Az elődöntőig jutott, ahol népzenei átíratban kellett előadnia versenydalát, amelyet Madarász Gábor és Palya Bea segtségével sikerült megvalósítani.

## Dalai
- 2013 - Kell egy újabb esély
- 2014 - Erre vágytál
- 2017 - Kell egy újabb esély - ROCK VERSION
- 2017 - Többet érsz
- 2019 - Ugyanarra tartunk
- 2024 - Nem felejtem

## Közreműködések
- 2014 - Chris Dylan feat Bihal Roland - Sun Goes Down
- 2017 - Sterbinszky & Vasco feat. Bihal Roland – Szállj
- 2020 - !nverz feat Bihal Roland – Harag szól

## Zenekarok, amelyekben énekelt
- 2021-2024 március EVERFLASH
- 2019-2021 PartYssimo [2]
- 2015-2018 Bihal Roland & The Crew
- 2009-2011 No thanx
- 2009-2009 Angeldust
- 2003-2008 Hangover